# Ramūnas Čapkauskas
Ramūnas Čapkauskas (ur. 15 marca 1977 w Kownie) – litewski kierowca rajdowy i wyścigowy.

## Życiorys
Jest wielokrotnym kartingowym mistrzem Litwy w klasach 50 Junior i Junior. Pod koniec lat 90. rozpoczął starty jako pilot Dovilasa Čiutelė. W 2000 roku zadebiutował w Bałtyckiej Formule 4, a w 2002 roku rozpoczął rywalizację Dallarą F394 w Formule Baltic. Został wówczas mistrzem serii, a rok później obronił tytuł. W Formule Baltic startował do 2006 roku. Był ponadto mistrzem lokalnych edycji Formuły Baltic: łotewskiej, estońskiej oraz dziesięciokrotnie litewskiej. W latach 2002–2006 zdobywał mistrzostwo Litwy w wyścigach górskich w klasie A-2000. W 2007 roku wygrał wyścig Omnitel 1000 km.
W 2004 roku zadebiutował w rajdowych mistrzostwach Litwy, a jego pilotem został Tomas Šipkauskas. Od 2007 roku rywalizował Mitsubishi Lancerem Evo IX.
Za swoje osiągnięcia otrzymał tytuł Mistrza Sportu Litwy oraz Mistrza Sportu Łotwy.